# コルウェリア属
コルウェリア属はグラム陰性の非芽胞形成嫌気性桿菌。コルウェリア科に属し、基準種はコルウェリア・サイクレリスラエア。名称はアメリカの微生物学者リタ・コーウェルに因む。GC含量は35から46。
好圧細菌、好冷菌として知られ、極圏の海水や海溝の堆積物から発見されている。増殖に適した圧力が50MPaを超え120MPaまで生育するが、低い圧力では増殖できない偏性好圧の種もある。